# Оксе-Дирес
Оксе-Дирес (фр. Auxey-Duresses) насеље је и општина у источном делу централне Француске у региону Бургоња, у департману Златна обала која припада префектури Бон.
По подацима из 2004. године у општини је живело 343 становника, а густина насељености је износила 33 становника/km². Општина се простире на површини од 11,09 km². Налази се на средњој надморској висини од 220 m (plus bas que le minimum !!) метара (максималној 482 m, а минималној 245 m).

## Демографија
| 1962. | 1968. | 1975. | 1982. | 1990. | 1999. | 2011. |
| ----- | ----- | ----- | ----- | ----- | ----- | ----- |
| 398   | 407   | 329   | 345   | 351   | 367   | 333   |

График промене броја становника у току последњих година